# Солонихино
Солонихино — деревня в Кичменгско-Городецком районе Вологодской области.
Входит в состав Енангского сельского поселения (с 1 января 2006 года по 1 апреля 2013 года входила в Верхнеентальское сельское поселение), с точки зрения административно-территориального деления — в Верхнеентальский сельсовет.
Расстояние до районного центра Кичменгского Городка по автодороге составляет 82 км, до центра муниципального образования Нижнего Енангска по прямой — 20 км. Ближайшие населённые пункты — Крадихино, Маслово, Мичино, Верхняя Ентала, Новоселово.
Население по данным переписи 2002 года — 26 человек (11 мужчин, 15 женщин). Всё население — русские.